# 埃弗曼灣
54°1′S 38°4′W / 54.017°S 38.067°W
埃弗曼灣是南極洲的海灣，位於南喬治亞島西端對開海域的伯德島南部，長0.4公里，處於喬丹灣西南面，由英國南極名稱諮詢委員會命名，以美國動物學家命名。